# Harm Janssen (CDA)
Harm Janssen (1973) is een voormalig Nederlands CDA-politicus. Van 2005 tot 2010 was hij wethouder en locoburgemeester van de stad Utrecht. In november 2010 verliet hij de politiek en werd directeur bij het Bouwfonds.

## Politieke loopbaan
Van 2001 tot 2005 was Janssen fractievoorzitter van het CDA-Utrecht. Bij de gemeenteraadsverkiezingen in 2006 was hij lijsttrekker voor deze partij. Hij nam zitting in het college met PvdA en GroenLinks (vanaf 2009 met ChristenUnie) Zijn portefeuille binnen het college bestond uit financiën, belastingen, herinrichting stationsgebied, bibliotheek, monumenten, sport, groen, grondzaken, energie en duurzaamheid. Hij was verder wijkwethouder voor de Utrechtse wijken West en Noordoost.
Janssen was tijdens zijn wethouderschap eindverantwoordelijk voor de vernieuwing van het Utrechtse stationsgebied. Bij de sloop van het voormalige Vredenburg, in 2008, was hij degene die symbolisch de eerste steen uit het gebouw mocht nemen. In diezelfde periode kwam hij politiek in een lastig parket te zitten toen bleek dat er een fout was gemaakt in de aanbestedingsprocedure voor de bouw van een nieuwe bibliotheek op het Smakkelaarsveld.
In juni 2009 verkoos de CDA-afdeling Utrecht Janssen unaniem tot lijsttrekker van de gemeenteraadsverkiezingen van maart 2010.

## Overige functies
Janssen is voorzitter van Open Monumentendag Utrecht, lid van de raad van toezicht van Utrecht Marketing en lid van de raad van toezicht van MBO Utrecht.

## Persoonlijk
Janssen heeft geofysica gestudeerd in Utrecht. Hij is getrouwd en vader van drie kinderen.